# ジョルジュ・ギュルヴィッチ
ジョルジュ・ギュルヴィッチ（Georges Gurvitch、1894年11月11日 - 1965年12月12日）は、ロシア生まれのフランスの社会学者。現象学の立場から、当時のフランス社会学をリードした。

## 人物
1894年、ロシアのノヴォロシースクに生まれる。ペトログラード大学(現在のサンクトペテルブルク大学)の助教授となるが、1920年代にフランスに亡命。第2次大戦後、パリ大学の教授として長く活躍した。1965年、パリにて没。

## 研究
社会的リアリティを「深さ」の層位において考察する「深さの社会学」をうちたてるとともに、これに多元的な集団形態論を組み合わせて、社会学の現象学的体系化をおこなった。ギュルヴィッチの社会学は、社会的リアリティの静態よりも動態を捉えるべく、制度的なものよりも非制度的で沸騰的なもの（たとえば「社交」）を重視するという、動的な見方を特徴とする。

### 深さの社会学
ギュルヴィッチは、彼が「全体的社会現象」と呼ぶものを、最も表層に位置する形態学的特性から、最も深層に位置する集合的精神状態まで10の深さの層位に区分し、それらの層位が一時的、過渡的に均衡した一局面が社会構造であるとした。

## 著作
- 1935, L'expérience juridique et la philosophie pluraliste du droit, Pedone.
- 1939, Essai de Sociologie
- 1942, Sociology of law

潮見俊隆・寿里茂訳『法社会学』（日本評論社, 1956年）
- 1950, La vocation actuelle de la sociologie (2 tomes), PUF.

寿里茂訳『社会学の現代的課題』現代社会学大系11（青木書店, 1970年）
- 1954, Le concept des classes sociales de Marx à nos jours

佐々木光訳『社会階級論―マルクスから現代まで』（誠信書房, 1959年）
- 1958, The Specturm of Time
- 1962, Dialectique et sociologie, Flammarion.